# 八尾カントリークラブ
八尾カントリークラブ（やつおカントリークラブ）は、富山県富山市八尾町深谷にあるメンバーシップ制のゴルフ場（富山県内13番目）。1991年（平成3年）10月16日に起工式を行い、1993年秋完成を目標に着工した。1994年（平成6年）5月15日に開所式が執り行われ、同年5月18日に仮オープン、同年7月23日に正式オープンした。総事業費120億円、敷地面積141万m2。

## 住所
- 〒939-2316 富山県富山市八尾町深谷京ケ峰10番地[1]

## アクセス

### 自家用車
- 北陸自動車道/富山インターチェンジより約15分・富山西インターチェンジより約20分

### 電車ほか
- 電車
  - 富山駅よりタクシーで約30分
  - 越中八尾駅よりタクシーで約10分[1]
- 飛行機
  - 富山空港よりタクシーで約15分

## 開催トーナメント
ステップ・アップ・ツアーの「日医工カップ」として2008年（平成20年）よりスタート。2010年（平成22年）にJLPGAツアーに昇格し、2014年（平成26年）まで、7月に日医工女子オープンゴルフトーナメントとして開催されていた。2015年（平成27年）より2019年（令和元年）まで、再びステップ・アップ・ツアーの日医工女子オープンとして開催されていた。

## その他
2011年（平成23年）12月5日、運営会社である八尾観光開発が負債総額98億円にて東京地方裁判所に民事再生法の適用を申請し、保全命令を受けた。その後は株主のTAMURA（富山市）から資金支援を受け再建に取り組むことになった。2013年（平成25年）に手続きが終結している。
2024年（令和6年）4月6日までに、これまで同ゴルフ場を運営していた八尾倶楽部（旧八尾観光開発）が、ロックフィールドゴルフリゾートに経営権を譲渡したことが明らかになった。ロックフィールドゴルフリゾートが八尾倶楽部の株式を取得することでゴルフ場運営を継承。ゴルフ場名は変更せず、従業員や会員の権利もそのまま継承した。